# Tito Ampio Balbo
Tito Ampio Balbo (in latino Titus Ampius T. f. Balbus; fl. I secolo a.C.) è stato un politico romano.
Fu tribuno della plebe nel 63 a.C., pretore nel 59 a.C. e propretore dell'Asia nel 57 a.C. Durante la guerra civile romana parteggiò per Pompeo, ma in seguito fu comunque graziato da Giulio Cesare.